# كولين إغليسفيلد
كولين إغليسفيلد (بالإنجليزية: Colin Egglesfield)‏ مواليد 9 فبراير 1973 في فارمنغتون هيلز، الولايات المتحدة، هو ممثل أمريكي بدأ مسيرته الفنية سنة 2000.

## الأعمال

### أفلام
- سوات (2003)
- طريق مفتوح (2012) (بدور: ديفيد)
- الفضاء الذي بيننا (2017)

### مسلسلات
- القانون والنظام: الوحدة الخاصة للضحايا (2001) (بدور: ستيفن)
- بنات غيلمور (2004) (بدور: شون)
- نيب/تك (2004)
- المسحورات (2005) (بدور: تيم كروس)
- أول ماي تشيلدرن (2005) (بدور: جوش مادن)
- الاخوة والاخوات (2010) (بدور: ينغ وليام ووكر)
- هاواي فايف أو (2010) (بدور: جوردان تاونسند)
- لوسيفر (2016) (بدور: برادلي ويلر)

## وصلات خارجية
- كولين إغليسفيلد على موقع IMDb (الإنجليزية)
- كولين إغليسفيلد على موقع ألو سيني (الفرنسية)
- كولين إغليسفيلد على موقع أول موفي (الإنجليزية)
- كولين إغليسفيلد على موقع بوكس أوفيس موجو (الإنجليزية)
- كولين إغليسفيلد على موقع قاعدة بيانات الأفلام السويدية (السويدية)
- كولين إغليسفيلد على موقع إن إن دي بي (الإنجليزية)
- كولين إغليسفيلد على موقع قاعدة بيانات الفيلم (الإنجليزية)
- كولين إغليسفيلد على موقع كينوبويسك (الروسية)

- الموقع الرسمي